# Mellersta Österbotten
Mellersta Österbotten (finsk Keski-Pohjanmaan maakunta ) er et landskab og en sekundærkommune i det nordvestlige Finland. 
Mellersta Österbotten består af otte kommuner, der tilsammen havde 67.794 indbyggere (30.6. 2024). Karleby er landskabets hovedby. 

## Nabolandskaber
Mellersta Österbotten grænser i sydvest op til Södra Österbotten, i vest til Österbotten og Bottenbugten, i nordøst til Norra Österbotten og i sydøst til Mellersta Finland. 

## Regionen Vestfinland
Mellersta Österbotten hører administrativ under Vest og Indre Finlands regionsforvaltning. Det samme gør landskaberne Södra Österbotten, Birkaland, Mellersta Österbotten og Mellersta Finland. 

## Det historiske Österbotten
I sin nuværende form er landskabet Österbotten oprettet i 1998. 
Det historiske landskab Österbotten var meget større end det nuværende landskab. Tidligere omfattede landskabet nemlig: det nuværende Österbotten, Södra Österbotten, Mellersta Österbotten, Norra Österbotten og Kajanaland samt den sydlige del af Lappi. Området øst for Salla og Kuusamo blev erobret af Sovjetunionen under Vinterkrigen. Alakurtti er største by i den afstående Salla-albue.
Det historiske landskab omfattede hele 36 % af Finlands daværende areal.

## Kommuner
Mellersta Österbotten består af otte kommuner. Byerne (städerna) er skrevet med fed skrift. 
| - Halso - Kannus - Karleby - Kaustby | - Lestijärvi - Perho - Toholampi - Vetil |

63°30′N 24°15′Ø / 63.5°N 24.25°Ø